# Mabe (Pawai)
Mabe (Pawai) – gaun wikas samiti we wschodniej części Nepalu w strefie Sagarmatha w dystrykcie Solukhumbu. Według nepalskiego spisu powszechnego z 2001 roku liczył on 485 gospodarstw domowych i 2480 mieszkańców (1257 kobiet i 1223 mężczyzn).